# Дихлородиамминпалладий
Дихлородиамминпалладий — неорганическое соединение, комплексный аммин соли металла палладия и соляной кислоты с формулой [Pd(NH3)2]Cl2, 
образует устойчивый оранжевый транс-изомер и неустойчивый жёлто-коричневый цис-изомер, плохо растворяется в воде.

## Получение
- В реакции хлорида палладия(II) и хлорида аммония образуется цис-форма:

{\displaystyle {\mathsf {PdCl_{2}+2NH_{4}Cl\ {\xrightarrow {}}\ [Pd(NH_{3})_{2}]Cl_{2}\downarrow +2HCl}}}
- В реакции хлорида палладия(II) и разбавленного раствора аммиака образуется транс-форма:

{\displaystyle {\mathsf {PdCl_{2}+2(NH_{3}\cdot H_{2}O)\ {\xrightarrow {}}\ [Pd(NH_{3})_{2}]Cl_{2}\downarrow +2H_{2}O}}}
- В реакции тетрахлоропалладата(II) калия и хлорида аммония образуется цис-форма:

{\displaystyle {\mathsf {K_{2}[PdCl_{4}]+2NH_{4}Cl\ {\xrightarrow {}}\ [Pd(NH_{3})_{2}]Cl_{2}\downarrow +2KCl+2HCl}}}
- В реакции гексахлоропалладата(IV) калия и разбавленного раствора аммиака образуется цис-форма:

{\displaystyle {\mathsf {3K_{2}[PdCl_{6}]+8(NH_{3}\cdot H_{2}O)\ {\xrightarrow {}}\ 3[Pd(NH_{3})_{2}]Cl_{2}\downarrow +N_{2}+6KCl+6NH_{4}Cl}}}

## Физические свойства
Дихлородиамминпалладий образует два стереоизомера:
- транс-изомер —  оранжевые кристаллы;
- цис-изомер — неустойчивые жёлто-коричневые кристаллы, при комнатной температуре медленно переходит в транс-форму.

Также образует координационный олигомер [Pd(NH3)4][PdCl4].

## Химические свойства
- Разлагается при нагревании:

{\displaystyle {\mathsf {3[Pd(NH_{3})_{2}]Cl_{2}\ {\xrightarrow {210^{o}C}}\ 3Pd+4NH_{4}Cl+2HCl+N_{2}\uparrow }}}
- Разлагается горячей водой:

{\displaystyle {\mathsf {[Pd(NH_{3})_{2}]Cl_{2}+2H_{2}O\ {\xrightarrow {100^{o}C}}\ Pd(OH)_{2}\downarrow +2NH_{4}Cl}}}
- Реагирует с концентрированной соляной кислотой:

{\displaystyle {\mathsf {[Pd(NH_{3})_{2}]Cl_{2}+2HCl\ {\xrightarrow {80^{o}C}}\ (NH_{4})_{2}[PdCl_{4}]\downarrow }}}
[Pd(NH3)2]Cl2 + 2HCl = (NH4)2[PdCl4] (светло-желтый осадок) + 2NH4Cl
- Реагирует с «царской водкой»:

{\displaystyle {\mathsf {3[Pd(NH_{3})_{2}]Cl_{2}+12HCl+2HNO_{3}\ {\xrightarrow {}}\ 3(NH_{4})_{2}[PdCl_{6}]\downarrow +2NO\uparrow +4H_{2}O}}}
- Реагирует с щелочами:

{\displaystyle {\mathsf {[Pd(NH_{3})_{2}]Cl_{2}+2NaOH\ {\xrightarrow {}}\ Pd(OH)_{2}\downarrow +2NaCl+2NH_{3}\uparrow }}}
- Реагирует с концентрированным раствором аммиака:

{\displaystyle {\mathsf {[Pd(NH_{3})_{2}]Cl_{2}+2(NH_{3}\cdot H_{2}O)\ {\xrightarrow {}}\ [Pd(NH_{3})_{4}]Cl_{2}+2H_{2}O}}}
- Восстанавливается водородом:

{\displaystyle {\mathsf {[Pd(NH_{3})_{2}]Cl_{2}+H_{2}\ {\xrightarrow {900^{o}C}}\ Pd+2NH_{4}Cl}}}
- Транс-изомер реагирует с хлором:

{\displaystyle {\mathsf {[Pd(NH_{3})_{2}]Cl_{2}+Cl_{2}\ {\xrightarrow {}}\ [Pd(NH_{3})_{2}]Cl_{4}}}}